# Daredevil
|  | Per a altres significats sobre Daredevil, vegeu «Daredevil (desambiguació)». |

Daredevil és un personatge de ficció de l'editorial Marvel Comics. Va ser creat per Stan Lee i Bill Everett, amb aportacions de Jack Kirby. Va aparèixer per primera vegada a la seva pròpia col·lecció l'any 1964.
És un dels personatges de còmic de l'editorial Marvel més coneguts. Al llarg dels anys, han passat grans guionistes i dibuixants per la seva col·lecció, com Frank Miller, que va donar un nou impuls al personatge als anys 80. Amb el pas dels anys i arran de l'impuls donat per Frank Miller, Daredevil ha esdevingut un personatge més fosc i profund i destinat a un públic més adult. La sèrie va ser guardonada amb el Premi Eisner el 2003 i el 2012.
L'expressió anglesa "daredevil" -de dare (atrevir-se) i devil (diable), literalment "temptar el diable"-, que s'utilitza sovint per descriure els acròbates o altres especialistes, es pot traduir com "temerari". A més, Daredevil rep el sobrenom de The Man without fear (L'home sense por).
Daredevil ha aparegut en diversos mitjans, incloses diverses sèries de dibuixos animats, videojocs i marxandatge. El personatge va ser interpretat per primera vegada en imatge real per part de Rex Smith al telefilm de 1989 The Trial of the Incredible Hulk, i després per Ben Affleck a la pel·lícula de 2003 Daredevil. Charlie Cox interpreta el personatge a la franquícia de mitjans Marvel Cinematic Universe (MCU), apareixent fins ara a la sèrie de Marvel Television Daredevil (2015–2018), la minisèrie The Defenders (2017), la pel·lícula de Marvel Studios Spider-Man: No Way Home (2021) i la sèrie de televisió de Disney+ She-Hulk: Attorney at Law (2022), mentre s'està configurant per aparèixer a les properes sèries Echo (2023) i Daredevil: Born Again (2024).

## Història de la publicació

### Creació i primera sèrie (1964-1998)

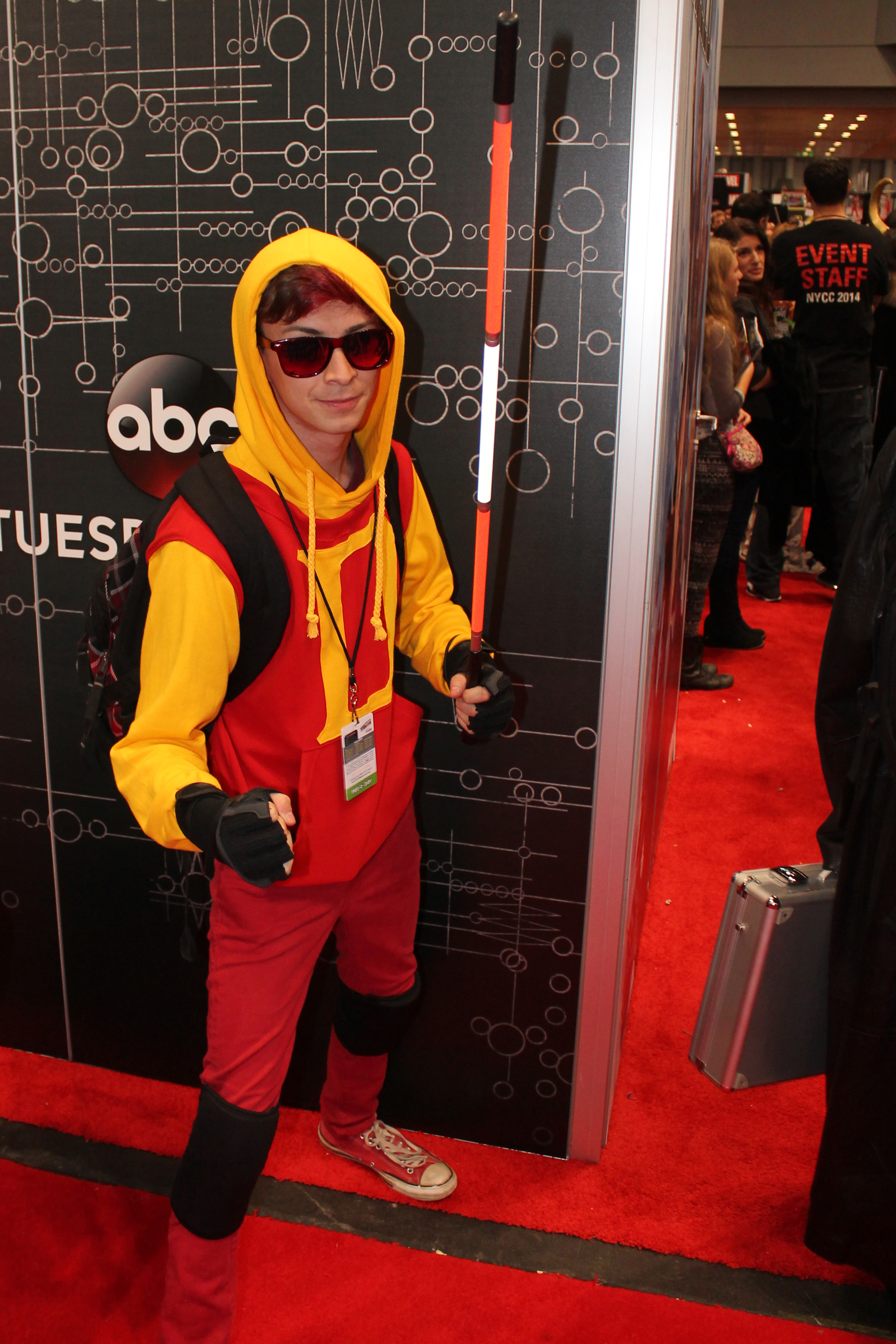
Cosplayer de Matt Murdock amb un uniforme inspirat en l'original negre, groc i vermell.

El personatge va debutar a Daredevil nº 1 de Marvel Comics, publicat el 4 de febrer de 1964 (amb data de portada abril de 1964). La seva creació s'atribueix a l'editor/escriptor Stan Lee i a l'artista Bill Everett, amb aportació al disseny de personatges de Jack Kirby, que va idear el bastó de Daredevil. L'escriptor i historiador de còmics Mark Evanier va suggerir sense confirmació que Kirby també va dissenyar la imatge bàsica del vestit inicial de Daredevil, encara que Everett l'hauria modificat. Aquest disseny de vestuari original era una combinació de negre, groc i vermell, que recordava les malles d'un acròbata.
El primer número cobria tant els orígens del personatge com el seu desig de justícia sobre l'home que havia matat el seu pare, el boxejador "Battling Jack" Murdock, que va criar el jove Matthew Murdock al barri de Hell's Kitchen de Manhattan, Nova York. Jack inculca en Matt la importància de l'educació i la no-violència amb l'objectiu de veure el seu fill esdevenir un home millor que ell. Tractant de salvar un cec del camí d'un camió que s'acosta, Matt queda encegat per una substància radioactiva que cau del vehicle. L'exposició radioactiva augmenta els seus sentits restants més enllà dels límits humans normals, i li dona una mena de sentit de "radar", que li permet detectar la forma i la ubicació dels objectes al seu voltant. Per donar suport al seu fill, Jack Murdock torna a la boxa sota el Fixer, un conegut gàngster, i l'únic home disposat a contractar el boxejador envellit. Quan es nega a perdre perquè el seu fill és entre el públic, és assassinat per un dels homes del Fixer. Després d'haver promès al seu pare que no utilitzarà la violència per fer front als seus problemes, Matt aconsegueix eludir aquesta promesa adoptant una nova identitat que pot utilitzar la força física. Adornat amb un vestit groc i negre fet amb les bates de boxa del seu pare i utilitzant les seves habilitats sobrehumanes, Matt s'enfronta als assassins com el superheroi Daredevil, provocant sense voler que el Fixer tingui un atac cardíac fatal.

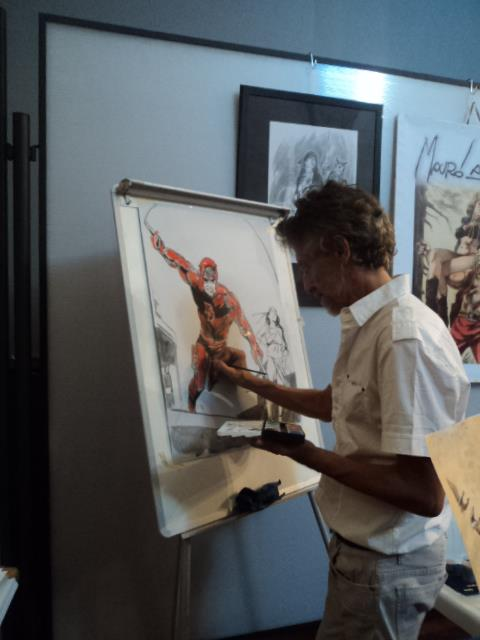
Artista pintant Daredevil amb l'uniforme dissenyat per Wally Wood.

Wally Wood va presentar el vestit vermell modern de Daredevil al número 7, on s'enfrenta al molt més poderòs Sub-Mariner, que s'ha convertit en una de les històries més emblemàtiques de la sèrie.
Com Everett, Wally Wood, no va quedar-se gaire al títol i els seus sustituts van ser Bob Powell i John Romita. La sèrie va trobar l'estabilitat gràfica amb Gene Colan i els còmics es van situar entre el fulletó (Matt Murdock s'inventa un germà bessó, Mike, per amagar la seva identitat secreta) i el drama. Stan Lee impulsa l'aspecte de la comèdia, mentre que Gene Colan desenvolupa el realisme. Colan romandrà durant molts anys, ajudat especialment pel guionista Gerry Conway. Seguiran Steve Gerber, Jim Shooter, Roy Thomas i Roger McKenzie (guió) i Bob Brown, Carmine Infantino o el mateix Gene Colan en diverses etapes (dibuixos).
El 1979, Frank Miller es va incorporar amb el guionista Roger McKenzie i després va agafar les regnes de la sèrie Daredevil pel seu compte, per convertir-la en una sèrie policial molt fosca i psicològica. Miller impulsa l'antiga sèrie B al cim de les vendes i Daredevil es converteix llavors en un personatge de culte. Miller reutilitza llavors el personatge de Kingpin), un supercriminal provinent de les sèries de Spider-Man, per convertir-lo en l'enemic jurat de Daredevil. També li devem el toc "ninja" amb la creació de l'organització criminal la Hand (la mà), el personatge de Stick i sobretot el d'Elektra Natchios, la primera de les "bad girls" tant amants com enemigues de Daredevil, que marcaran la vida de Matt Murdock. Finalment, Miller trenca la imatge de Daredevil exposant el seu profund costat neuròtic (convençut de la mort d'una Elektra escenificada, Murdock arribarà a desenterrar el seu cadàver a la seva tomba).
Com a resultat, la successió de Miller pel guionista Dennis O'Neil va ser difícil, tot i comptar amb el dibuix de David Mazzucchelli i Miller va tornar, aquesta vegada acompanyat per Mazzucchelli dibuixant per a la història Born Again, ara llegendària. Ann Nocenti i John Romita Jr. van desenvolupar el simbolisme cristià del personatge, mentre que Dan Chichester i Lee Weeks van dirigir la sèrie donant-li més acció al final del primer volum.

### Daredevil vol.2 (1998-2009) i recuperació de la numeració (2009-2011)
Joe Quesada, nomenat director editorial del nou segell Marvel Knights, va rellançar la sèrie Daredevil confiant-la al cineasta Kevin Smith. La sèrie va tenir molt èxit a principis dels anys 2000 amb l'equip format per Brian Michael Bendis i Alex Maleev. Bendis s'aferra més a Matt Murdock que al seu alter-ego de superheroi, i les aparicions de Daredevil disfressat van ser cada cop més rares. A més, el guionista va tornar a posar en joc la identitat secreta de Daredevil que va tornar a ser revelada, aquesta vegada pels mitjans. Murdock no va poder trobar una resposta segura i molta gent estava convençuda de la veracitat de la informació. Cansat de les malifetes de les bandes, Daredevil fins i tot va declarar ser el nou Kingpin (l'antic estava a la presó) i així va imposar la seva llei a Hell's Kitchen per convertir-lo en un barri segur. Aquesta sèrie va ser guardonada amb el Premi Eisner a la millor sèrie l'any 2003. Bendis va rebre dos anys seguits el premi, el 2002 i el 2003, de millor guionista per la seva feina a Daredevil i a altres sèries.
Després, el tàndem format per Ed Brubaker i Michael Lark, sota la responsabilitat editorial de Warren Simons, pren el relleu i torna a submergir l'heroi en un dels períodes més negres de la seva vida. L'any 2009, Marvel va decidir tornar a la primera sèrie canviant el nom de la sèrie al número 500. Brubaker va rebre el premi Eisner al millor guionista el 2007, 2008 i 2010.

### Tercera i quarta sèrie (2011-2015)
El setembre de 2011, el títol es rellança amb un nou número 1 (tercer volum). El guionista Mark Waid torna llavors als orígens del personatge dels anys 60, amb un Daredevil menys fosc, més clar i els supersentits del qual s'exploten per descriure el món que l'envolta, tant en la seva vida quotidiana com durant la seva vida d'aventures.
El pas de Waid veu com la sèrie es premia, l'any 2012, amb dos Premi Eisner: el de la millor sèrie i el del millor número o millor one-shot per al número 7 de la tercera sèrie. També va ser quan escrivia el guió d'aquesta sèrie que Waid també va guanyar l'Eisner al millor guionista d'aquell any.

### Sisena i setena sèrie (des del 2019)
El febrer de 2019, Chip Zdarsky es va convertir en guionista i després el títol "Daredevil" es va rellançar al número 1 per sisena vegada. La sèrie abasta 36 números i finalitza el febrer de 2022. La sèrie anuncia el crossover Devil's Reign.
La setena sèrie començà el juny de 2022 amb el mateix equip creatiu. Segueix els esdeveniments de Devil's Reign.

## Biografia

### Orígens
Matthew Murdock és fill de Jack «el lluitador» Murdock, un boxejador amb una carrera en declivi. Matthew no va arribar mai a conèixer la seva mare i va ser criat pel pare. Era un noi intel·ligent, amb ganes de formar part de les bandes del barri, però el seu pare li ho va prohibir, ja que no volia pas que el seu fill deixés d'estudiar i fos un ignorant com ell. Malgrat la interdicció paternal, Matthew va compaginar els estudis amb entrenaments d'amagat al gimnàs. Un dia en què un avi cec travessava un carrer, en Matt el va empènyer perquè no l'atropellés un camió, amb tanta mala sort que un dels bidons que transportava va caure de la part del darrere del camió, vessant el seu contingut de residus tòxics. Això va fer que Matt Murdock es quedés cec de per vida.
A causa d'aquest accident, se li van despertar els altres sentits, que va resultar que eren molt superiors als de la resta d'humans. Una altra habilitat que va descobrir que tenia va ser la d'una mena de sentit de radar. Quan va sortir de l'hospital es va adonar que les habilitats naturals que havia desenvolupat al gimnàs estaven estimulades pels seus sentits augmentats. Aquestes noves habilitats no van passar desapercebudes per un ancià cec, anomenant Stick, que va esdevenir el seu mestre. Stick, que havia nascut cec, tenia unes habilitats increïbles i va entrenar Matt en arts marcials i va fer que desenvolupés els seus sentits fins a perdre la por a la foscor del món que l'envoltava.

### Universitat i primer amor
Més endavant va anar a la universitat, i fou aquí on va fer amistat amb qui seria el seu amic per tota la vida Franklin «Foggi» Nelson. Allà també va conèixer Elektra Natchios, una noia rebel i filla d'una família adinerada de la qual més tard s'enamorarà. Elektra també tenia secrets: era cinturó negra des dels dotze anys i unes «veus», li deien que fes justícia als barris més conflictius de Nova York. Stick va aconsellar a Matt que s'allunyés d'ella, per por que l'arrossegués a una vida de violència, però ell s'hi va negar.

## Altres mitjans

### Al Cinema
L'any 2003 se'n va fer una adaptació cinematogràfica, amb el títol Daredevil, dirigida per Mark Steven Johnson i interpretada per Ben Affleck i Jennifer Garner.

### Videojocs
- Daredevil va fer el seu debut als videojocs apareixent breument a Venom/Spider-Man: Separation Anxiety publicat el 1995.[18] El personatge va tindre un paper més important apareixent com a personatge jugable alternatiu a Spider-Man: Web of Fire, publicat el 1996. Va ser interpretat per Dee Bradley Baker.[19]
- Daredevil apareix en el videojoc Spider-Man del 2000, de nou interpretat per Dee Bradley Baker.[20] S'acosta a Spider-Man després de la seua lluita amb Scorpion al Daily Bugle i treballarà per demostrar la seua innocència.
- El paper més important de Daredevil en un videojoc va ser com a protagonista principal del videojoc de la Game Boy Advance dit Daredevil que estava basat en la pel·lícula de 2013.[21]
- Daredevil va protagonitzar el videojoc Marvel Nemesis: Rise of the Imperfects de 2005 com a personatge jugable, i va ser interpretat per David Kaye.[22]
- Matt Murdock va fer una breu aparició a The Punisher, i va ser interpretat per Steven Blum. Apareixia com l'advocat de Punisher.[23]
- Daredevil va aparéixer com a personatge desboquejable a Marvel: Ultimate Alliance, interpretat per Cam Clarke.[20] Pot ser desbloquejat col·leccionant les seues cinc figuretes.[24]
- Daredevil és un personatge jugable a Marvel: Ultimate Alliance 2, i està interpretat per Brian Bloom. En les versions de la Wii i la PS2 és exclusiu al bàndol Anti-Registration i és el monstre final per al bàndol Pro-Registration.